# Töre
Töre è un'area urbana della Svezia situata nel comune di Kalix, contea di Norrbotten. La popolazione rilevata nel censimento 2010 era di 1 099 abitanti..